# Phòng thí nghiệm Quốc gia Argonne

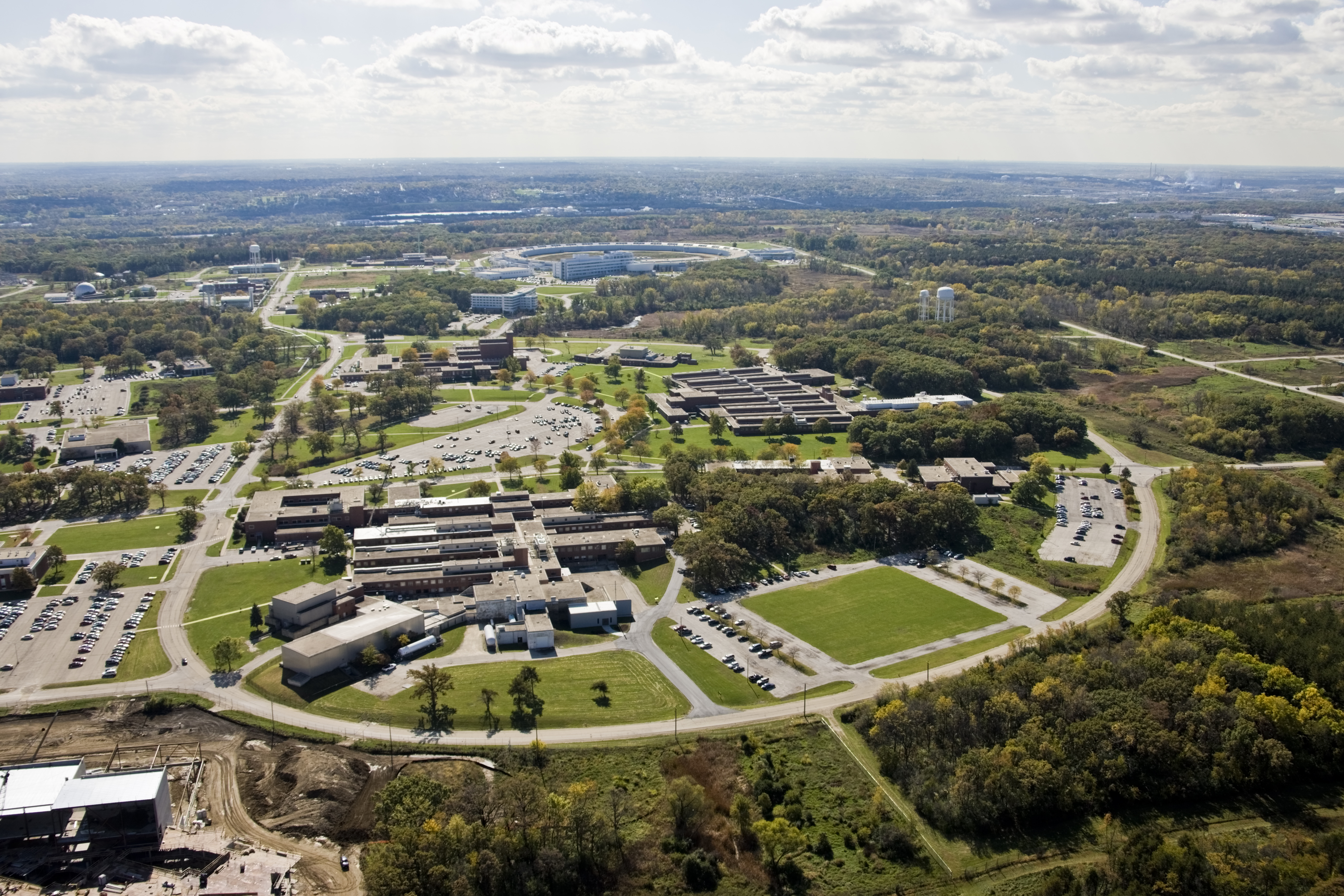
Phòng thí nghiệm Argonne nhìn từ trên cao

Phòng thí nghiệm Quốc gia Argonne là một phòng thí nghiệm nghiên cứu trọng điểm cấp Quốc gia của Hoa Kỳ. Phòng thí nghiệm do Đại học Chicago vận hành dưới sự quản lý của Bộ năng lượng Hoa Kỳ. Phòng thí nghiệm Argonne đặt tại Lemont, Illinois, ngoại ô Chicago, và là phòng thí nghiệm lớn nhất vùng Trung Tây Hoa Kỳ.
Argonne tiền thân là phòng thí nghiệm Metallurgical của Đại học Chicago, được thành lập để thực hiện các công trình nghiên cứu của Enrico Fermi trong chế tạo lò phản ứng nguyên tử trong Dự án Manhattan. Sau chiến tranh, nó được chọn để trở thành phòng thí nghiệm cấp Quốc gia đầu tiên của Mỹ vào ngày 1/7/1946. Phòng thí nghiệm tập trung chủ yếu vào nghiên cứu không liên quan đến quân sự trong các lĩnh vực vật lý nguyên tử, thiết kế và chế tạo nhà máy điện nguyên tử đầu tiên, thiết kế lò phản ứng cho Hạm đội tàu chạy bằng năng lượng hạt nhân của Hải quân Mỹ, và nhiều dự án tương tự khác. Năm 1994, nhiệm vụ nghiên cứu lĩnh vực nguyên tử của phòng thí nghiệm đã kết thúc, hiện nay phòng thí nghiệm tập trung vào các lĩnh vực nghiên cứu cơ bản, lưu trữ năng lượng và năng lượng tái tạo, tính bền vững môi trường, siêu máy tính và an ninh quốc gia.
Argonne là thành viên của Hành lang các viện công nghệ và nghiên cứu Illinois (Illinois Technology and Research Corridor). Argonne trước đây điều hành một cơ sở nhỏ hơn được gọi là Phòng thí nghiệm Quốc gia Argonne-West (hay đơn giản là Argonne-West) cùng với Phòng thí nghiệm Môi trường và Kỹ thuật Quốc gia Idaho. Năm 2005, hai phòng thí nghiệm hợp nhất để trở thành Phòng thí nghiệm Quốc gia Idaho.

## Tổng quan
Argonne tập trung vào năm lĩnh vực nghiên cứu chính, được đưa ra bởi DOE vào năm 2008, bao gồm:
- Thực hiện nghiên cứu khoa học cơ bản;
- Vận hành các cơ sở khoa học cấp quốc gia;
- Tăng cường nguồn năng lượng của quốc gia;
- Phát triển các giải pháp quản lý các vấn đề môi trường;
- Bảo vệ an ninh quốc gia.

## Lịch sử ra đời

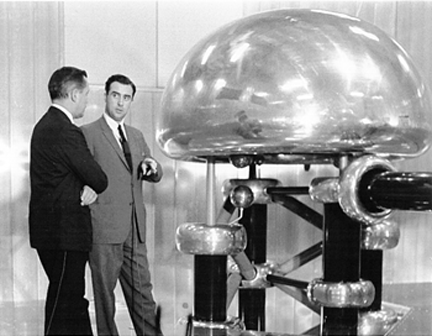
Albert Crewe (bên phải), giám đốc thứ 3 của Phòng thí nghiệm Argonne đang đứng cạnh máy phát điện Cockcroft-Walton cho máy gia tốc hạt proton Zero Gradient Synchrotron.

Lịch sử phòng thí nghiệm Argonne bắt đầu từ năm 1942, ban đầu là Phòng thí nghiệm Mettallurgical của Đại học Chicago, tham gia chương trình Mahattan. Phòng thí nghiệm lò phản ứng nóng chảy đã chế tạo lò phản ứng Chicago Pile-1, lò phản ứng đầu tiên trên thế giới, bên dưới sân vận động của trường Đại học Chicago. Do các vấn đề an toàn, vào năm 1943, CP-1 được chế tạo lại để trở thành lò phản ứng CP-2, tại khu vực rừng Argonne Forest thuộc Khu bảo tồn Rừng của Hạt Cook gần Palos Hills. Phòng thí nghiệm được đặc tên khu rừng Argonne bao quanh nó.  Lò phản ứng hạt nhân của Fermi ban đầu dự kiến sẽ được xây dựng trong khu rừng Argonne, nhưng những vấn đề về nguồn nhân lực khiến dự án bị trì hoãn. Để đẩy nhanh tốc độ của dự án, lò phản ứng được chuyển đến Stagg Field, là sân bóng trong khuôn viên của trường Đại học Chicago.
Vào ngày 1 tháng 7 năm 1946, "Phòng thí nghiệm luyện kim" chính thức được đổi tên thành Phòng thí nghiệm quốc gia Argonne cho "nghiên cứu hợp tác trong lĩnh vực hạt nhân." Theo yêu cầu của Ủy ban Năng lượng nguyên tử Hoa Kỳ, phòng thí nghiệm Argonne trở thành trung tâm nghiên cứu phát triển năng lượng hạt nhân vì mục đích hòa bình. Cuối những năm 1940, đầu những năm 1950, phòng thí nghiệm chuyển đến một địa điểm lớn hơn ở quận DuPage, Illinois và mở một trung tâm nghiên cứu "Argonne-West" ở Idaho, để nghiên cứu sâu hơn về hạt nhân.
Phòng thí nghiệm đã chế tạo thành công lò phản ứng Chicago Pile 3 (1944), lò phản ứng nước nặng đầu tiên trên thế giới, và lò phản ứng Experimental Breeder Reactor I (Chicago Pile 4), sản sinh năng lượng điện thắp sáng một chuỗi bốn bóng đèn lần đầu tiên trên thế giới vào năm 1951. Các kinh nghiệm thiết kế và chế tạo các lò phản ứng hạt nhân của phòng thí nghiệm Argonne là cơ sở để hình thành cơ sở thiết kế của các nhà máy điện hạt nhân thương mại trên thế giới và cơ sở thiết kế các lò phản ứng kim loại lỏng cho các nhà máy điện thương mại trong tương lai.
Do thực hiện nhiều nghiên cứu hạt nhân thuộc diện tối mật, phòng thí nghiệm Argonne là một cơ sở nghiên cứu được bảo mật cao: tất cả nhân viên và du khách đều cần phù hiệu để vượt qua một trạm kiểm soát, các tòa nhà nghiên cứu đều được bảo vệ, và bản thân phòng thí nghiệm cũng được rào lại và canh gác cẩn mật.
Tuy nhiên, không phải tất cả các công nghệ hạt nhân đều được dùng để phát triển lò phản ứng. Trong khi thiết kế máy quét các thành phần nhiên liệu hạt nhân vào năm 1957, nhà vật lý của phòng thí nghiệm Argonne khi đó là William Nelson Beck đã vô tình đưa cánh tay của mình vào trong máy quét và thu được một trong những hình ảnh siêu âm đầu tiên về cơ thể con người. Máy điều khiển từ xa được thiết kế để xử lý vật liệu phóng xạ đã đặt nền móng cho các loại máy phức tạp hơn được sử dụng để dọn dẹp các khu vực bị ô nhiễm phóng xạ, phòng thí nghiệm hoặc hang động bị bịt kín. Năm 1964, lò phản ứng "Janus" được thành lập để nghiên cứu ảnh hưởng của bức xạ neutron đối với đời sống sinh vật, thực hiện nghiên cứu về mức độ phơi nhiễm an toàn cho công nhân tại các nhà máy điện nguyên tử, phòng thí nghiệm và bệnh viện.  Các nhà nghiên cứu tại Argonne cũng là những người đi tiên phong trong kỹ thuật khảo sát bề mặt Mặt trăng bằng sóng bức xạ alpha trong sứ mệnh Surveyor 5 vào năm 1967 và sau đó là phân tích các mẫu đất đá thu được từ Mặt trăng sau sứ mệnh Apollo 11.
Ngoài lĩnh vực nghiên cứu hạt nhân, phòng thí nghiệm còn là nơi thực hiện các nghiên cứu trong các lĩnh vực khoa học cơ bản như vật lý và hóa học. Năm 1955, tại Argonne, các nhà khoa học đã phát hiện ra các nguyên tố einsteinium và fermium (cùng với các nhà khoa học tại Los Alamos), là những nguyên tố thứ 99 và 100 trong bảng tuần hoàn hóa học. Các chất hóa học này được phát hiện sau khi các nhà khoa học tiến hành phân tích đám mây phóng xạ của vụ thử nghiệm bom nguyên tử Ivy Mike Năm 1962, Phòng thí nghiệm Argonne đã sản xuất thành công hợp chất của khí hiếm xenon, mở ra một lĩnh vực nghiên cứu liên kết hóa học mới. Năm 1963, phòng thí nghiệm Argonne tìm ra điện tử solvat hóa (Solvated electron).
Lĩnh vực nghiên cứu vật lý năng lượng cao đã đạt được một bước tiến nhảy vọt khi phòng thí nghiệm Argonne được chọn làm địa điểm đặt máy gia tốc hạt proton Zero Gradient Synchrotron năng lượng 12,5 GeV vào năm 1963. Buồng bọt của nó cho phép các nhà khoa học quan sát được chuyển động của các hạt hạ nguyên tử khi chúng đi qua buồng; năm 1970, các nhà khoa học tại phòng thí nghiệm Argonne đã lần đầu tiên quan sát thấy hạt neutrino thông qua buồng bọt hydro.
Trong khoảng thời gian này, phòng thí nghiệm Argonne cũng tham gia thiết kế lò phản ứng cho tàu ngầm nguyên tử đầu tiên trên thế giới, chiếc U.S.S. Nautilus, với lò phản ứng này, con tàu đã chạy được hải trình dài hơn 513.550 dặm biển (951.090 km). Phòng thí nghiệm Argonne sau đó tiếp tục xây dựng mô hình Lò phản ứng nước sôi thử nghiệm, mà về sau đã được sử dụng trong nhiều nhà máy điện nguyên tử hiện đại, và Experimental Breeder Reactor II (EBR-II), làm lạnh bằng Natri lỏng. EBR-II về sau được sửa đổi để thử nghiệm các thiết kế lò phản ứng khác nhau, bao gồm lò phản ứng neutron nhanh (fast neutron reactor) và, vào năm 1982 là lò phản ứng nhanh tích hợp (Integral Fast Reactor) —một thiết kế lò phản ứng mang tính cách mạng khi nó có khả năng tái xử lý nhiên liệu của chính nó, giảm phát thải chất thải hạt nhân và chịu được các thử nghiệm an toàn đối với những lỗi đã gây ra thảm họa hạt nhân Chernobyl và Three Mile Island. Tuy nhiên, vào năm 1994, Quốc hội Hoa Kỳ đã ngừng cấp vốn đầu tư cho chương trình nghiên cứu hạt nhân của phòng thí nghiệm Argonne.
Phòng thí nghiệm Argonne đã chuyển hướng sang các lĩnh vực nghiên cứu khác, đồng thời tận dụng kinh nghiệm của mình trong lĩnh vực vật lý, khoa học hóa học và luyện kim. Năm 1987, phòng thí nghiệm Argonne lần đầu tiên chứng minh thành công một công nghệ tiên phong gọi là gia tốc hạt bằng plasma, giúp tăng tốc các hạt trong khoảng cách ngắn hơn nhiều so với các máy gia tốc thông thường. Phòng thí nghiệm cũng tham gia chương trình phát triển pin năng lượng cao.
Với sự thúc đẩy của Alan Schriesheim (sau là giám đốc phòng thí nghiệm), phòng thí nghiệm Argonne được chọn làm nơi đặt Advanced Photon Source, một chiếc máy có khả năng sản sinh ra tia X có độ sáng lớn nhất vào thời điểm nó được xây dựng (1995).
Ngày 19 tháng 3 năm 2019, theo tờ Chicago Tribune, phòng thí nghiệm Argonne đang tiến hành chế tạo chiếc siêu máy tính mạnh nhất thế giới. Chiếc siêu máy tính trị giá 500 triệu $ sẽ có khả năng tính toán lên tới 1 nghìn tỷ flop.

## Giám đốc

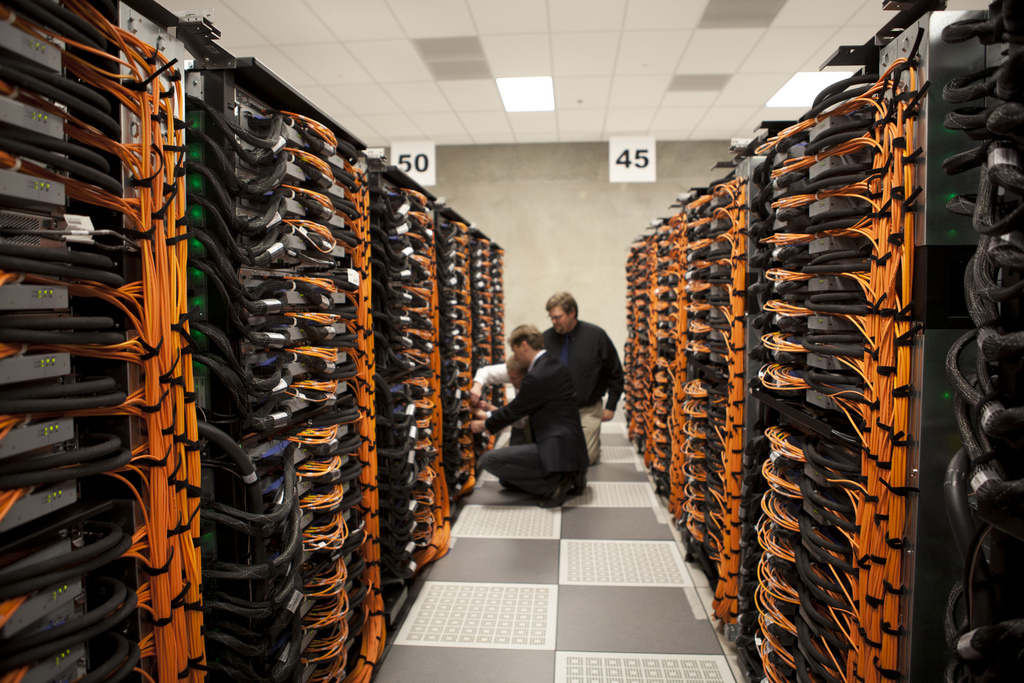
Siêu máy tính IBM Blue Gene/Q tại Argonne

- 1946–1956 Walter Zinn
- 1957–1961 Norman Hilberry
- 1961–1967 Albert V. Crewe
- 1967–1973 Robert B. Duffield
- 1973–1979 Robert G. Sachs
- 1979–1984 Walter E. Massey
- 1984–1996 Alan Schriesheim
- 1996–1998 Dean E. Eastman
- 2000–2005 Hermann A. Grunder
- 2005–2008 Robert Rosner
- 2009–2014 Eric Isaacs
- 2014–2016 Peter Littlewood
- 2017–Present Paul Kearns[17]

## Nhà khoa học nổi tiếng
- Alexei Alexeyevich Abrikosov
- Khalil Amine
- Margaret K. Butler
- Ian Foster
- Wallace Givens
- Raymond Goertz
- Morton Hamermesh
- Caroline Herzenberg
- William McCune
- Maria Goeppert Mayer
- Carlo Montemagno
- José Enrique Moyal
- Gilbert Jerome Perlow
- Aneesur Rahman
- Kameshwar C. Wali
- Larry Wos
- Cosmas Zachos
- Daniel Zajfman
- Nestor J. Zaluzec
- Paul Fenter
- Lynda Soderholm
- Rick Stevens
- Valerie Taylor
- Marion C. Thurnauer